# John C. Sheehan
John Clark Sheehan (* 23. September 1915; † 21. März 1992) war ein US-amerikanischer Chemiker und Professor für Organische Chemie am Massachusetts Institute of Technology (MIT).

## Leben und Werk
Sheehans wissenschaftliches Werk beschäftigt sich hauptsächlich mit der Synthese von Penicillin, daneben mit der Synthese von Peptiden, anderen Antibiotika, Alkaloiden und Steroiden. Seine Arbeiten am MIT führten zur ersten Totalsynthese des Medikaments.  Er synthetisierte auch Zwischenverbindungen wie die 6-Aminopenicillansäure, welche die Grundlage für verschiedene Arten von synthetischen Penicillinen wurde. Innerhalb von 40 Jahren patentierte Sheehan über 30 Verbindungen, darunter Ampicillin, ein halbsynthetisches Penicillin zur oralen Verwendung. Zu den Mitgliedern seines Arbeitskreises gehörte unter anderem der spätere Nobelpreisträger E. J. Corey.
Die American Chemical Society (ACS) zeichnete Sheehan 1951 mit ihrem ACS Award in Pure Chemistry und 1959 mit ihrem ACS Award for Creative Work in Synthetic Organic Chemistry aus. 1951 wurde er in die American Academy of Arts and Sciences gewählt, 1957 in die National Academy of Sciences.